# Marzenia o karierze
Marzenia o karierze (ang You'll Never Get Rich) – amerykański film z 1941 roku w reżyserii Sidneya Lanfielda. W filmie wystąpili między innymi  Fred Astaire, Rita Hayworth i Robert Benchley.